# مايكل مانزيني
مايكل مانزيني (بالإنجليزية: Michael Manzini)‏ (29 نوفمبر 1972 في جنوب أفريقيا - ) هو لاعب كرة قدم جنوب أفريقي في مركز الدفاع. شارك مع منتخب جنوب أفريقيا لكرة القدم. أما مع النوادي، فقد لعب مع ماميلودي صن داونز.

## مسيرته الكروية
لعب مايكل مانزيني خلال مسيرته الاحترافية مع نادِ واحدٍ في خمسة عشر موسمًا وسجل خلالها 3 أهداف ضمن 274 مباراة. حيث فاز في موسمين بالكأس وفي خمسة مواسم بالدوري.
خاض مايكل مانزيني مسيرته مع نادي ماميلودي صن داونز في موسم 1995 ليلعب معه خمسة عشر موسمًا، مشاركًا في 274 مباراة سجل خلالها 3 أهداف.

## وصلات خارجية
- مايكل مانزيني على موقع قاعدة بيانات كرة القدم.إي يو (الإنجليزية)
- مايكل مانزيني على موقع ناشيونال فوتبول تيمز (الإنجليزية)